# Jan Mária Valt
Jan Mária Valt (* 1. dubna 1952 Krompachy) je český malíř žijící v současné době v  Lounech. Patří k přímým následníkům krajinářské školy Zdeňka Sýkory. Byl zaměstnán jako učitel výtvarné výchovy na Gymnáziu Václava Hlavatého v Lounech, ale v současné době je v důchodu. Z pověření lounského arciděkana pracoval dlouhou dobu jako správce kostela Nanebevzetí Panny Marie v Dolním Ročově. Před rokem 1989 byl zaměstnán jako čerpač vodních zdrojů. Nikdy nebyl členem KSČ.

## Kvalifikace
- 1970 – SVVŠ
- 1975 – Pedagogická fakulta v Ústí nad Labem
- 1983 – člen ČFVU
- 1988 – přijat za kandidáta ČSVU
- 1989 – člen UVU

## Samostatné výstavy
- 1974 – Ústí nad Labem – Pedagogická fakulta Univerzity Jana Evangelisty Purkyně
- 1975 – Ústí nad Labem – Pedagogická fakulta Univerzity Jana Evangelisty Purkyně
- 1979 – Vejprty – ZK ROH
- 1982 – Louny – Dům kultury
- 1986 – Teplice – Dílo
- 1987 – Ústí nad Labem – Dílo
- 1988 – Ústí nad Labem – Státní divadlo Zdeňka Nejedlého
- 1989 – Most – foyer Divadla pracujících
- 1990 – Praha – Právnická fakulta Univerzity Karlovy
- 1991 – Ústí nad Labem – Výstavní síň Emila Fily
- 1991 – Most – rockový klub
- 1991 – Praha – Odeon
- 1992 – Louny – muzeum
- 1992 – Ústí nad Labem – Činoherní studio
- 1993 – Praha – klub U černého orla
- 1995 – Louny – muzeum
- 1996 – Praha – galerie DWO
- 2004 – Louny – Vrchlického divadlo
- 2006 – Praha – Internetová kavárna Blog Gwinet – obrazy (úvodní slovo Mgr. Viktor Šlajchrt)
- 2010 – Louny – Městská knihovna Louny
- 2012 – Černčice u Loun – Galerie Emila Juliše
- 2012 – Ročov – Kostel Narození Panny Marie v Ročově
- 2016 – Dolní Ročov – klášter
- 2017 – Louny – Galerie města Loun – výběr z díla

## Společné výstavy
- 1975 – Francie
- 1976 – Celonárodní soutěž ASUT – 1. místo za kresbu
- 1984 – Liberec
- 1984 – Teplice
- 1988 – Ústí nad Labem
- 1988 – Chomutov
- 1991 – Chomutov
- 1992 – Duchcov – Salon
- 1992 – Klášterec nad Ohří
- 1993 – Francie – Paříž
- 1993 – Praha
- 1994 – Mělník
- 1997 – SRN – Stuttgart
- 1998 – Praha – Strahovský klášter
- 1998 – Most – muzeum
- 1999 – Louny – muzeum
- 2000 – Praha – NKP Vyšehrad – Galerie Vyšehrad
- 2003 – Ročov – kostel Narození Panny Marie
- 2006 – Nasavrcká paleta – zámek Nasavrky (úvodní slovo Olga Doubalová)
- 2008 – Kultura Jinak – Inter Art Gallery, Praha
- 2008 – Kultura Jinak – Gender v umění – Inter Art Gallery, Praha
- 2009 – Esoterika – mezinárodní vzdělávací a prodejní výstava, Veletržní palác Praha
- 2012 – Reichenbach – muzeum – NSR
- 2013 – zámecká galerie Statutárního města Kladno

## Stálé expozice
USA – New York – soukromé sanatorium; Vlkov – soukromé sanatorium – Dr. Šaroch; Louny – soukromá stomatologická ordinace – MUDr. Chloubová; Louny – soukromá stomatologická ordinace – MUDr. Dragoun; Louny – NsP – dětské oddělení; Louny – NsP – hemodializační oddělení; Louny – firma Ekonom – Kontakt; Holandsko – radnice Barendrecht; Most – galerie; USA – galerie; Francie – Paříž – galerie Drouot.[zdroj⁠?!]

## Realizace
- 1992 – Most – rockový klub
- 1993 – Jablonec nad Nisou – boutique
- 1995 – Louny NsP – dětské oddělení
- 1996 – Louny – rockový klub „Podivuhodný Mandarín“
- 1999 – Praha – firma Fournier s.r.o. – kalendář 2000 „Múza Úrania“
- 2011 – Louny – Dějiny Gymnázia Václava Hlavatého – graf. úprava barevné přílohy, návrh obálky knihy
- 2012 – Ročov – návrh na potisk hrnku k výročí 660 let Ročova

## Publikační činnost autora
Deník Lučan;[kdy?] Promenáda;[kdy?] Hlas;[kdy?] Almanach ke 110. výročí GVH; „Mantra“ – Bo yin Ra – ilustrace, nakladatelství Onyx 2003; Poutní místo Dolní Ročov – 1. vydání 1998, 2. nové vydání 2010 (grafická úprava); Učitelské noviny 2010,[kdy?] Dějiny gymnázia v Lounech – graf. úprava – 2011, autorská knížka – Dílo a život – 2014.

## Publikace o autorovi
Signál;[kdy?] Domov;[kdy?] Tvar;[kdy?] Deník Mostecka;[kdy?] Reflex;[kdy?] Atelier;[kdy?] Lučan;[kdy?] Hlas;[kdy?] Regiz;[kdy?] Severočeský deník;[kdy?] Promenáda;[kdy?] Pražské noviny;[kdy?] Lidové noviny;[kdy?] Holandsko – Waalpost Plus – Rotterdam; Respekt;[kdy?] Lifestyle 2009.[kdy?]

## Katalogy
ZK ROH Vejprty; Mnichovský hematom – okresní muzeum Chomutov; Spiritus vincit D.W.O.; Praha; Francie – Drouot Richelieu – Paříž; Galerie za branou – Louny, Dílo a život – autorská knížka 2014.

## Úvodní slovo k vernisážím
Dr. Jan Škvára; Mgr. Viktor Šlajchrt; Ing. arch. Michael Třeštík ; PhDr. Jan Kalista; PhDr. Jindřich Marek; ak. mal. Jaromír Čičatka; Dr. Bedřich Štauber; Dr. Jan Šaroch; PhDr. Stanislav Špoula; PhDr. Marie Imbrová; ak. arch. Josef Dvorský; historik umění Jo Polak (Holandsko), Vladimír Drápal.[zdroj⁠?!]

## Sbírky
USA; Mexiko; Velká Británie; Belgie; Francie; Česká republika; Švýcarsko; Rakousko; SRN; Holandsko; Irsko; Řecko.[zdroj⁠?!]